# Campeonato Mundial de Judô de 2021
O Campeonato Mundial de Judô de 2021 foi a 33ª edição do evento, sendo realizado no Budapest Sports Arena, em Budapeste, na Hungria entre 6 e 13 de junho de 2021. Participaram do torneio 661 judocas de 118 nacionalidades distribuídos em 15 categorias. 

## Agenda de eventos
Todos os horários são locais (UTC+2). 
| Data        | Hora  | Evento             |
| ----------- | ----- | ------------------ |
| 6 de junho  | 10:00 | Masculino − 60 kg  |
| 6 de junho  | 10:00 | Feminino − 48 kg   |
| 7 de junho  | 10:00 | Masculino − 66 kg  |
| 7 de junho  | 10:00 | Feminino − 52 kg   |
| 8 de junho  | 10:00 | Masculino − 73 kg  |
| 8 de junho  | 10:00 | Feminino − 57 kg   |
| 9 de junho  | 10:00 | Masculino − 81 kg  |
| 9 de junho  | 10:00 | Feminino − 63 kg   |
| 10 de junho | 10:00 | Masculino − 90 kg  |
| 10 de junho | 10:00 | Feminino − 70 kg   |
| 11 de junho | 10:00 | Masculino − 100 kg |
| 11 de junho | 10:00 | Feminino − 78 kg   |
| 12 de junho | 10:00 | Masculino + 100 kg |
| 12 de junho | 10:00 | Feminino + 78 kg   |
| 13 de junho | 10:00 | Equipe mista       |

## Banimento da equipe da Rússia
Em 9 de dezembro de 2019, a Agência Mundial Antidopagem (WADA) baniu a Rússia de todos os esportes internacionais por um período de quatro anos, após o governo russo ter adulterado dados laboratoriais que forneceu à WADA em janeiro de 2019 como condição da Agência Antidopagem Russa sendo reinstaurada. Como resultado da proibição, a WADA planeja permitir que atletas russos com autorização individual participem dos Campeonatos Mundiais de 2021-2022 e dos Jogos Olímpicos de Verão de 2020 sob uma bandeira neutra, como instigado nos Jogos Olímpicos de Inverno de 2018, mas eles não terão permissão para competir em esportes de equipe. O título do banner neutro ainda não foi determinado; O chefe do Comitê de Revisão de Conformidade da WADA, Jonathan Taylor, afirmou que o COI não seria capaz de usar "Atletas Olímpicos da Rússia "(OAR) como fez em 2018, enfatizando que os atletas neutros não podem ser retratados como representantes de um país específico.  A Rússia posteriormente entrou com um recurso no Tribunal de Arbitragem do Esporte (CAS) contra a decisão da WADA.  Depois de analisar o caso na apelação, o CAS decidiu em 17 de dezembro de 2020 reduzir a penalidade que a WADA impôs à Rússia. Em vez de banir a Rússia de eventos esportivos, a decisão permitiu que a Rússia participasse das Olimpíadas e outros eventos internacionais, mas por um período de dois anos, a equipe não pode usar o nome, bandeira ou hino russo e deve se apresentar como "Atleta Neutro "ou" Equipe Neutra ". A decisão permite que os uniformes das equipes exibam "Rússia" no uniforme, bem como o uso das cores da bandeira russa no design do uniforme, embora o nome deva ter predominância igual à designação "Atleta Neutro / Equipe ". 

## Medalhistas
Esses foram os medalhistas do campeonato. 

### Masculino
| Evento                        | Ouro                                  | Prata                                    | Bronze                                 |
| ----------------------------- | ------------------------------------- | ---------------------------------------- | -------------------------------------- |
| Ligeiro (60 kg) detalhes      | Yago Abuladze Federação Russa de Judô | Gusman Kyrgyzbayev · Cazaquistão         | Karamat Huseynov · Azerbaijão          |
| Ligeiro (60 kg) detalhes      | Yago Abuladze Federação Russa de Judô | Gusman Kyrgyzbayev · Cazaquistão         | Francisco Garrigós · Espanha           |
| Meio leve (66 kg) detalhes    | Joshiro Maruyama · Japão              | Manuel Lombardo · Itália                 | Yakub Shamilov Federação Russa de Judô |
| Meio leve (66 kg) detalhes    | Joshiro Maruyama · Japão              | Manuel Lombardo · Itália                 | Baskhuu Yondonperenlei Mongólia        |
| Leve (73 kg) detalhes         | Lasha Shavdatuashvili · Geórgia       | Tommy Macias · Suécia                    | Bilal Çiloğlu · Turquia                |
| Leve (73 kg) detalhes         | Lasha Shavdatuashvili · Geórgia       | Tommy Macias · Suécia                    | Soichi Hashimoto · Japão               |
| Meio médio (81 kg) detalhes   | Matthias Casse · Bélgica              | Tato Grigalashvili · Geórgia             | Frank de Wit · Países Baixos           |
| Meio médio (81 kg) detalhes   | Matthias Casse · Bélgica              | Tato Grigalashvili · Geórgia             | Anri Egutidze · Portugal               |
| Médio (90 kg) detalhes        | Nikoloz Sherazadishvili · Espanha     | Davlat Bobonov · Uzbequistão             | Krisztián Tóth · Hungria               |
| Médio (90 kg) detalhes        | Nikoloz Sherazadishvili · Espanha     | Davlat Bobonov · Uzbequistão             | Marcus Nyman · Suécia                  |
| Meio pesado (100 kg) detalhes | Jorge Fonseca · Portugal              | Aleksandar Kukolj · Sérvia               | Varlam Liparteliani · Geórgia          |
| Meio pesado (100 kg) detalhes | Jorge Fonseca · Portugal              | Aleksandar Kukolj · Sérvia               | Ilia Sulamanidze · Geórgia             |
| Pesado (+100 kg) detalhes     | Kokoro Kageura · Japão                | Tamerlan Bashaev Federação Russa de Judô | Roy Meyer · Países Baixos              |
| Pesado (+100 kg) detalhes     | Kokoro Kageura · Japão                | Tamerlan Bashaev Federação Russa de Judô | Iakiv Khammo · Ucrânia                 |

### Feminino
| Evento                       | Ouro                         | Prata                      | Bronze                           |
| ---------------------------- | ---------------------------- | -------------------------- | -------------------------------- |
| Ligeiro (48 kg) detalhes     | Natsumi Tsunoda · Japão      | Wakana Koga · Japão        | Julia Figueroa · Espanha         |
| Ligeiro (48 kg) detalhes     | Natsumi Tsunoda · Japão      | Wakana Koga · Japão        | Mönkhbatyn Urantsetseg Mongólia  |
| Meio leve (52 kg) detalhes   | Ai Shishime · Japão          | Ana Perez Box · Espanha    | Fabienne Kocher · Suíça          |
| Meio leve (52 kg) detalhes   | Ai Shishime · Japão          | Ana Perez Box · Espanha    | Gefen Primo · Israel             |
| Leve (57 kg) detalhes        | Jessica Klimkait · Canadá    | Momo Tamaoki · Japão       | Nora Gjakova · Kosovo            |
| Leve (57 kg) detalhes        | Jessica Klimkait · Canadá    | Momo Tamaoki · Japão       | Theresa Stoll · Alemanha         |
| Meio médio (63 kg) detalhes  | Clarisse Agbegnenou · França | Andreja Leški · Eslovênia  | Anja Obradović · Sérvia          |
| Meio médio (63 kg) detalhes  | Clarisse Agbegnenou · França | Andreja Leški · Eslovênia  | Sanne Vermeer · Países Baixos    |
| Médio (70 kg) detalhes       | Barbara Matić · Croácia      | Yoko Ono · Japão           | Sanne van Dijke · Países Baixos  |
| Médio (70 kg) detalhes       | Barbara Matić · Croácia      | Yoko Ono · Japão           | Michaela Polleres · Áustria      |
| Meio pesado (78 kg) detalhes | Anna-Maria Wagner · Alemanha | Madeleine Malonga · França | Mami Umeki · Japão               |
| Meio pesado (78 kg) detalhes | Anna-Maria Wagner · Alemanha | Madeleine Malonga · França | Guusje Steenhuis · Países Baixos |
| Pesado (+78 kg) detalhes     | Sarah Asahina · Japão        | Wakaba Tomita · Japão      | Beatriz Souza · Brasil           |
| Pesado (+78 kg) detalhes     | Sarah Asahina · Japão        | Wakaba Tomita · Japão      | Maria Suelen Altheman · Brasil   |

### Equipe mista
| Evento                | Ouro | Prata | Bronze |
| --------------------- | --- | --- | --- |
| Equipe mista detalhes | Japão · Maya Akiba · Haruka Funakubo · Kenshi Harada · Soichi Hashimoto · Kokoro Kageura · Kosuke Mashiyama · Kenta Nagasawa · Saki Niizoe · Yoko Ono · Kazuya Sato · Momo Tamaoki · Wakaba Tomita | França · Francis Damier · Gaëtane Deberdt · Clémence Eme · Léa Fontaine · Joan-Benjamin Gaba · Marie-Ève Gahié · Enzo Gibelli · Astride Gneto · Cyrille Maret · Alexis Mathieu · Cédric Olivar · Julia Tolofua | Uzbequistão · Shukurjon Aminova · Davlat Bobonov · Rinata Ilmatova · Shermukhammad Jandreev · Diyora Keldiyorova · Farangiz Khojieva · Iriskhon Kurbanbaeva · Gulnoza Matniyazova · Obidkhon Nomonov · Sardor Nurillaev · Bekmurod Oltiboev · Muzaffarbek Turoboyev |
| Equipe mista detalhes | Japão · Maya Akiba · Haruka Funakubo · Kenshi Harada · Soichi Hashimoto · Kokoro Kageura · Kosuke Mashiyama · Kenta Nagasawa · Saki Niizoe · Yoko Ono · Kazuya Sato · Momo Tamaoki · Wakaba Tomita | França · Francis Damier · Gaëtane Deberdt · Clémence Eme · Léa Fontaine · Joan-Benjamin Gaba · Marie-Ève Gahié · Enzo Gibelli · Astride Gneto · Cyrille Maret · Alexis Mathieu · Cédric Olivar · Julia Tolofua | Brasil · Maria Suelen Altheman · Eduardo Barbosa · Rafael Macedo · David Moura · Ketelyn Nascimento · Larissa Pimenta · Maria Portela · Ketleyn Quadros · Eduardo Yudy Santos · Rafael Silva · Beatriz Souza · Eric Takabatake                                      |

## Quadro de medalhas
| Ordem | País                    | Medalha de ouro | Medalha de prata | Medalha de bronze | Total |
| ----- | ----------------------- | --------------- | ---------------- | ----------------- | ----- |
| 1     | Japão                   | 6               | 4                | 2                 | 12    |
| 2     | França                  | 1               | 2                | 0                 | 3     |
| 3     | Geórgia                 | 1               | 1                | 2                 | 4     |
| 3     | Espanha                 | 1               | 1                | 1                 | 4     |
| 5     | Federação Russa de Judô | 1               | 1                | 1                 | 3     |
| 6     | Alemanha                | 1               | 0                | 1                 | 2     |
| 6     | Portugal                | 1               | 0                | 1                 | 2     |
| 8     | Bélgica                 | 1               | 0                | 0                 | 1     |
| 8     | Canadá                  | 1               | 0                | 0                 | 1     |
| 8     | Croácia                 | 1               | 0                | 0                 | 1     |
| 11    | Sérvia                  | 0               | 1                | 1                 | 2     |
| 11    | Suécia                  | 0               | 1                | 1                 | 2     |
| 11    | Uzbequistão             | 0               | 1                | 1                 | 2     |
| 14    | Itália                  | 0               | 1                | 0                 | 1     |
| 14    | Cazaquistão             | 0               | 1                | 0                 | 1     |
| 14    | Eslovênia               | 0               | 1                | 0                 | 1     |
| 17    | Países Baixos           | 0               | 0                | 5                 | 5     |
| 18    | Brasil                  | 0               | 0                | 3                 | 3     |
| 19    | Mongólia                | 0               | 0                | 2                 | 2     |
| 20    | Áustria                 | 0               | 0                | 1                 | 1     |
| 20    | Azerbaijão              | 0               | 0                | 1                 | 1     |
| 20    | Hungria                 | 0               | 0                | 1                 | 1     |
| 20    | Israel                  | 0               | 0                | 1                 | 1     |
| 20    | Kosovo                  | 0               | 0                | 1                 | 1     |
| 20    | Suíça                   | 0               | 0                | 1                 | 1     |
| 20    | Turquia                 | 0               | 0                | 1                 | 1     |
| 20    | Ucrânia                 | 0               | 0                | 1                 | 1     |
| Total | Total                   | 15              | 15               | 30                | 60    |